# Herbert Oakeley
Herbert Stanley Oakeley, född den 22 juli 1830 i Ealing, död den 26 oktober 1903 i Eastbourne, var en engelsk orgelvirtuos och tonsättare. Han var brorson till Frederick Oakeley.
Oakeley idkade universitetsstudier samt utbildade sig till musiker i Leipzig, Bonn och Dresden. Han var 1865-1891 professor i musik vid universitetet i Edinburgh, blev hedersdoktor vid flera brittiska universitet och adlades 1876. Oakeley höjde ansenligt orgelspelets konst i Skottland, stiftade studentsångföreningar samt komponerade orgel- och orkestersaker, kyrkliga sångverk, visor, duetter, körsånger för blandade röster, manskvartetter med mera.